# Evans Hayward
Pour les articles homonymes, voir Hayward.
 (mars 2023).
Evans Hayward (17 février 1922 - 2 mars 2020) est une physicienne américaine, membre de la Société américaine de physique. Elle était un leader international en physique photonucléaire, utilisant des faisceaux d'électrons, de positrons et de neutrons provenant d'accélérateurs à haute énergie pour sonder la structure nucléaire. Pendant plus de cinq décennies, ses recherches ont porté sur les mesures de précision des sections efficaces de la production de photo-neutrons, les études de la diffusion et de l'absorption des photons par des noyaux déformés, l'étude de l'effet photo nucléaire dans les noyaux orientés et les mesures des spectres d'électrons et des réactions (e,p) et (e,a).

## Début de carrière et éducation
Evans naît le 17 février 1922 à Camp Dix, dans le New Jersey. Elle est diplômée en 1942 du Smith College avec une licence en physique, magna cum laude, et de l'université de Californie, Berkeley avec un doctorat. Elle fait ses études supérieures à l'université de Californie, où elle obtient une maîtrise en 1945 et un doctorat en 1947. De 1950 à 1990, elle travaille à l'Institut national des normes et de la technologie. Elle obtient une bourse Guggenheim. Les mesures des sections transversales photoatomiques et des résonances magnétiques figurent parmi ses contributions à la physique.

## Carrière
La thèse d'Evans portait sur l'ionisation produite par des électrons cosmiques de haute énergie à l'aide d'une chambre à nuages afin de déterminer si l'ionisation probable produite par une particule à grande vitesse continue à augmenter logarithmiquement avec l'énergie. Elle effectue des travaux de troisième cycle au Radiation Laboratory de l'université de Californie à Berkeley de 1947 à 1950, notamment des études en chambre à nuages des électrons produits par synchrotron et des mésons produits par cyclotron. Elle a également effectué des mesures de la distribution angulaire des protons diffusés par les neutrons dans le faisceau de neutrons du cyclotron de Berkeley, toujours à l'aide d'une chambre à nuages. Les résultats ont montré que la diffusion n'est pas isotrope dans le système du centre de masse et qu'elle n'est pas symétrique autour de 90 degrés. Le pic de protons dans la direction avant indique qu'une certaine quantité d'échange de charges a lieu entre le neutron et le proton. Poursuivant ses travaux sur les neutrons, elle a mesuré le spectre d'énergie des neutrons retardés de 17O, ce qui a permis d'obtenir des informations sur les états excités de 17O.
À Berkeley, elle rencontre son futur mari, Raymond Evans Hayward, et en 1950, ils sont tous deux recrutés par le National Bureau of Standards (NBS). Ses premiers travaux expérimentaux au NBS portaient sur les rayons gamma d'une source de 60Co et d'un bétatron de 50 MeV. Lorsque le NBS déménage de Washington DC à Gaithersburg, MD, et que le linac de 150 MeV est devenu disponible, elle a pu réaliser des expériences plus difficiles car le courant du faisceau d'électrons était beaucoup plus intense. L'une de ses premières collaborations au NBS est avec John Hubbell. Ils ont effectué des mesures pour déterminer l'albédo des photons de 1 MeV réfléchis par des plaques semi-infinies d'eau, d'aluminium, de cuivre, d'étain et de plomb à différents angles d'incidence. Ils ont ensuite effectué des calculs de Monte Carlo à l'aide d'une calculatrice de bureau qui ont confirmé les résultats expérimentaux.
Evans a ensuite travaillé avec William Dodge sur des expériences de linac pour tester les théories du bremsstrahlung, des interactions réelles et virtuelles des photons avec les noyaux, et de la diffusion élastique des photons. La théorie de Arenhoevel et Hayward sur la diffusion des photons à polarisation plane par les résonances géantes des noyaux est particulièrement élégante. L'application expérimentale tout aussi élégante de cette théorie est décrite dans un article d'Evans Hayward, Barber et Sazama dans lequel " un faisceau de photons monochromatiques à polarisation plane " provenant d'une cible en carbone dans un faisceau de bremsstrahlung de linac est " produit par la fluorescence de résonance de l'état 1+ bien connu à 15,1 MeV dans 12C ". Ces photons ont été diffusés une seconde fois à partir de cibles naturelles de Cd, Sn, Ta, W, Pt, Au et Bi". Il s'agissait en effet d'une méthode de force brute permettant d'éviter le problème posé par les sources de rayons X à large spectre d'énergie afin d'étudier les phénomènes nucléaires à une seule énergie de rayons gamma, en l'occurrence 15,1 MeV. Evans et son ami le théoricien Mike Danos ont partagé un bureau à la NBS pendant des décennies. Lorsqu'ils sont devenus des cadres supérieurs, on leur a proposé plus d'une fois des bureaux séparés, mais ils ont refusé. Ils ont expliqué que cela était très utile pour un théoricien d'avoir un contact quotidien avec un expérimentateur et de savoir ce qui se passait dans ce domaine, et vice versa. Un groupe d'expériences photonucléaires qu'elle réalisees a montré que la "résonance géante" dans les noyaux ellipsoïdaux atteignait un pic à deux énergies différentes, correspondant au grand et au petit axe de l'ellipsoïde, et que les forces relatives des deux pics dépendaient de la nature de l'ellipsoïde (oblate ou prolate), comme l'avait prédit Mike Danos.
Son collègue Everett Fuller était l'autorité mondiale en matière de bibliographie des réactions photonucléaires. Lorsque Fuller prend sa retraite, Evans poursuit ce travail et fait en sorte que la bibliothèque soit disponible dans un certain nombre de laboratoires. Aujourd'hui, elle est disponible au Centre de données sur les expériences photonucléaires de l'Institut de physique nucléaire de l'université d'État de Moscou, au National Nuclear Data Center du Brookhaven National Laboratory et à la Section des données nucléaires de l'AIEA à Vienne, en Autriche. Ces données ont constitué la base d'une base de données numérique "Photonuclear Data Index". En plus du travail sur la bibliographie des réactions photonucléaires, elle effectue un certain nombre de mesures de sections efficaces photonucléaires pour contribuer à la base de données. Sa collaboration avec Wolynec, Martins et Dodge pour les réactions photo- et électronucléaires a conduit à des publications bien connues dans le monde entier. Evans prend sa retraite du NBS/NIST en 1990 mais a maintenu des collaborations avec de nombreux scientifiques au NBS/NIST et dans le monde entier. Elle fait remarquer qu'elle portait toujours une tenue vestimentaire afin d'avoir une apparence professionnelle et de ne pas causer de distraction pendant les expériences. Evans est une femme physicienne à une époque où très peu de physiciens étaient des femmes. Elle savait qu'elle devait exceller dans son domaine afin d'être reconnue pour son travail et elle l'fait. Elle a souffert d'un certain niveau de discrimination sexuelle à différents moments, même à la NBS. Mais ses pairs et ses superviseurs directs ont reconnu ses réalisations extraordinaires et la valeur qu'elle apportait à la NBS. Elle était un leader naturel et est choisie comme chef de groupe pour le groupe de recherche nucléaire en 1975. Elle a également occupé le poste de chef adjoint de la Division des rayonnements nucléaires de 1978 à 1980. Elle a beaucoup voyagé pour participer à des expériences dans des accélérateurs à haute énergie et pour donner des conférences dans des établissements universitaires. Elle est boursière Guggenheim à l'Institut de physique théorique de Copenhague de 1961 à 1962, professeure invité à l'Institut de physique nucléaire de l'Université Goethe en 1966, boursière Sir Thomas Lyle à l'université de Melbourne en 1969, professeure invité de physique à l'université de Toronto en 1975 ; Professeur invité de physique expérimentale à l'Institut Max Planck de maience (1982-1986) ; chercheuse principal invité au Laboratoire de physique nucléaire d'Oxford (1985-1986) ; professeure invité de physique à l'Université Duke (1987) ; chercheuse invité à l'Institut de physique de l'université de Lund (1987) ; professeure adjointe de physique à l'Université Duke (1990).
En plus de ces activités professionnelles, elle s'est retrouvée à faire partie d'un "comité" dans les années 1970. Elle est choisie par le président Richard Nixon pour faire partie du Comité consultatif général de la Commission de l'énergie atomique. Elle est membre du comité consultatif de sélection en physique pour le Comité sur les échanges internationaux de personnes (programme Fulbright-Hays). À ce titre, elle a examiné les demandes de bourses Fulbright dans le domaine de la physique. Elle est également membre du Conseil consultatif scientifique du gouverneur Mandel du Maryland, qui aide le gouverneur à résoudre les problèmes scientifiques et à prévoir les informations scientifiques futures et leur relation avec l'État du Maryland. Evans reçoit la médaille d'argent du ministère du Commerce en 1958 et la médaille d'or en 1971. Elle reçoit le Federal Women's Award en 1975 et le NBS Samuel Wesley Stratton Award en 1980. Evans est choisie comme membre de la NBS en 1987 et, en 1995, elle est sélectionnée dans la galerie de portraits de scientifiques, d'ingénieurs et d'administrateurs éminents du NIST. Elle était membre de la Société américaine de physique.
Après avoir pris sa retraite, elle commence à prendre des cours du soir à l'American University dans des domaines tels que la politique et les relations internationales, l'espagnol et l'italien. Lorsqu'on lui demande pourquoi elle prend ces cours, elle répond qu'elle a toujours envie d'apprendre. Son mari Ray et ses deux fils l'ont précédée dans la mort. Ses collègues du monde entier ont exprimé leurs condoléances et leur reconnaissance pour le soutien et les encouragements qu'elle leur apportait dans leurs recherches.

## Décès
Evans Hayward décède le 2 mars 2020 à Chevy Chase, dans le Maryland, des suites d'une maladie cardiaque.